# Malawi aux Jeux olympiques d'été de 2020
Le Malawi participe aux Jeux olympiques d'été de 2020 à Tokyo. Il s'agit de leur 11e participation aux Jeux d'été.

## Athlètes engagés
| Sport       | Hommes | Femmes | Total |
| ----------- | ------ | ------ | ----- |
| Athlétisme  | 0      | 1      | 1     |
| Judo        | 0      | 1      | 1     |
| Natation    | 1      | 1      | 2     |
| Tir à l'arc | 1      | 0      | 1     |
| Total       | 2      | 3      | 5     |

## Résultats

### Athlétisme
Asimenye Simwaka bénéficie d'une place au nom de l'universalité des Jeux.
| Athlète          | Épreuve       | Tour préliminaire | Tour préliminaire | 1er tour   | 1er tour | Demi-finale | Demi-finale | Finale   | Finale   |
| Athlète          | Épreuve       | Temps             | Rang              | Temps      | Rang     | Temps       | Rang        | Temps    | Rang     |
| ---------------- | ------------- | ----------------- | ----------------- | ---------- | -------- | ----------- | ----------- | -------- | -------- |
| Asimenye Simwaka | 100 m féminin | 11 s 76 NR        | 2e                | 11 s 68 NR | 8e       | Éliminée    | Éliminée    | Éliminée | Éliminée |

### Judo
La Fédération ne distribue pas de ticket de qualifications aux championnats continentaux ou mondiaux mais c'est le classement établi au 21 juin qui permettra de sélectionner les athlètes (18 premiers automatiquement, le reste en fonction des quotas de nationalité).
Chez les femmes, Harriet Boniface (-48 kg) bénéficie d'une invitation tri-partite de la part de la fédération internationale de judo.
| Athlète          | Compétition           | 1er tour                | 2e tour             | Quart de finale     | Demi-finale         | Repêchage           | Finale              | Rang     |
| Athlète          | Compétition           | Adversaire Résultat     | Adversaire Résultat | Adversaire Résultat | Adversaire Résultat | Adversaire Résultat | Adversaire Résultat | Rang     |
| ---------------- | --------------------- | ----------------------- | ------------------- | ------------------- | ------------------- | ------------------- | ------------------- | -------- |
| Harriet Boniface | Moins de 48 kg femmes | Chibana Défaite 000-100 | Éliminée            | Éliminée            | Éliminée            | Éliminée            | Éliminée            | Éliminée |

### Natation
Le comité bénéficie de place attribuée au nom de l'universalité des Jeux.
| Athlète          | Épreuve                  | Séries  | Séries | Demi-finales | Demi-finales | Finale   | Finale   |
| Athlète          | Épreuve                  | Temps   | Rang   | Temps        | Rang         | Temps    | Rang     |
| ---------------- | ------------------------ | ------- | ------ | ------------ | ------------ | -------- | -------- |
| Jessica Makwenda | 50 m nage libre féminin  | 28 s 96 | 61e    | Éliminée     | Éliminée     | Éliminée | Éliminée |
| Filipe Gomes     | 50 m nage libre masculin | 24 s 0  | 47e    | Éliminé      | Éliminé      | Éliminé  | Éliminé  |

### Tir à l'arc
Areneo David bénéficie d'une invitation tripartite de la part de la fédération internationale après avoir fait partie d'un programme d'athlètes résidents au World Archery Excellence Centre.
| Athlète      | Compétition        | Tour préliminaire | Tour préliminaire | 1er tour                | 2e tour          | 3e tour          | Quarts de finale | Demi-finales     | Finale / 3e place | Finale / 3e place |
| Athlète      | Compétition        | Score             | Rang              | Adversaire Score        | Adversaire Score | Adversaire Score | Adversaire Score | Adversaire Score | Adversaire Score  | Rang              |
| ------------ | ------------------ | ----------------- | ----------------- | ----------------------- | ---------------- | ---------------- | ---------------- | ---------------- | ----------------- | ----------------- |
| Areneo David | Individuel hommes, | 562               | 64e               | Kim Je-deok Défaite 0-6 | Éliminé          | Éliminé          | Éliminé          | Éliminé          | Éliminé           | Éliminé           |